# William Graham (gyeplabdázó)
William Evans Graham (Dublin, Nagy-Britannia és Írország Egyesült Királysága, 1886. január 29. – Dublin, Írország, 1947. szeptember 5.) olimpiai ezüstérmes ír gyeplabdázó.
A londoni 1908. évi nyári olimpiai játékokon indult, mint gyeplabdázó. Ezen az olimpián négy brit csapat is indult, de mindegyik külön nemzetnek számított. Ő az ír válogatott tagja volt, ami akkoriban az Egyesült Királyság része volt Nagy-Britannia és Írország Egyesült Királysága néven.